# Sébastien Texier

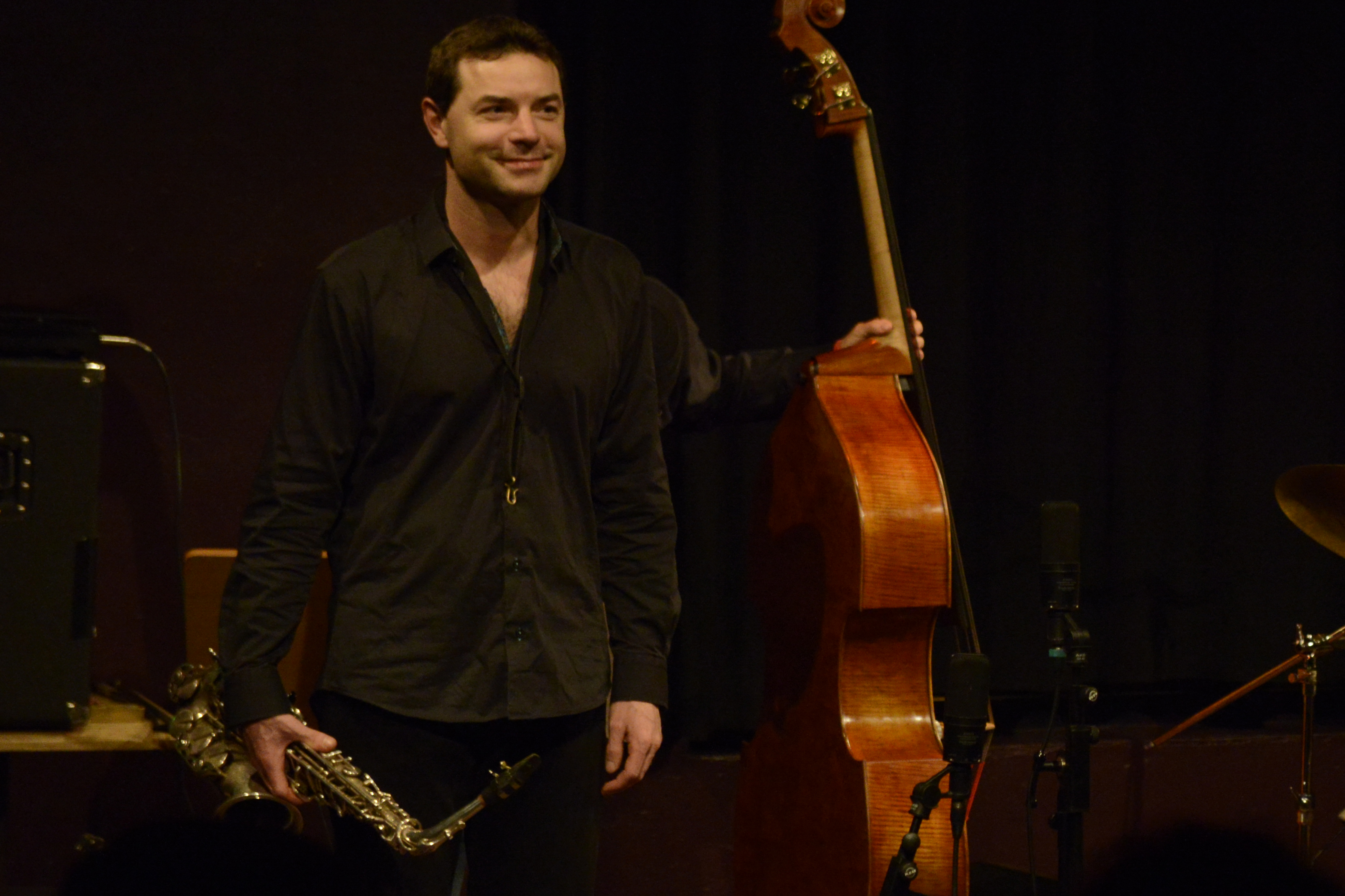
Sébastien Texier im Stadtgarten Köln, 4. Dezember 2003

Sébastien Texier (* 14. Februar 1970) ist ein französischer Jazz-Saxophonist (Alt) und Klarinettist.

## Leben und Wirken
Texier ist der Sohn des Jazzbassisten Henri Texier. Er begann mit zehn Jahren Klarinette und mit fünfzehn Jahren Altsaxophon zu erlernen. Er studierte Klarinette bei Jacques Di Donato und besuchte Kurse bei Joe Lovano, Patrice Quentin, Reggie Workman und Lee Konitz. 1994 nahm er mit Noël Akchoté, Louis Sclavis, Aldo Romano und Henri Texier die Musik zum Film Les 40 ans de la FNAC auf. 2002 machte er seine erste Aufnahme für Mad Nomad von Henri Texier. 2004 nahm er unter eigenem Namen mit seinem Quintett das Album Chimères (Night Bird Music) auf. Neben eigenen Gruppen spielt er regelmäßig in den Bands „Ocean“ von Isabelle Olivier und im „Strada“-Sextett von Henri Texier sowie im „Out“-Projekt von Jean-Marc Padovani („Out – Tribute to Eric Dolphy“). Er arbeitete neben den oben genannten u. a. mit Paolo Fresu, René Urtreger, Gianluigi Trovesi, Didier Lockwood, Glenn Ferris, Paolo Damiani, Daniel Humair, Christophe Marguet & Olivier Sens („Résistance Poétique“ 1997, Label Bleu), Joe Lovano und Steve Swallow. Er spielt im Trio mit dem Schlagzeuger Jacques Mahieux und dem Bassisten Nicolas Mahieux.
Texier komponierte auch Musik für Kurzfilme (Sale Nuit chez les Ours von Guillaume Parent) und war an der Einspielung der Filmmusik zu Agnès Vardas Film Les Glaneurs et la Glaneuse und Bertrand Taverniers Holy Lola beteiligt. 1999 war er an der Filmmusik zu Remparts d’Argile beteiligt (Musik Henri Texier, Regisseur J.L.Bertucelli).
1995 gewann er den ersten Preis sowohl in der Kategorie Gruppe als auch als Solist beim Concours de La Défense. 2004 erhielt er den Django d’Or (Frankreich) in der Kategorie „Neues Talent“.
2010 erschien sein Album Don’t Forget You Are an Animal (Cristal).